# Folksworth and Washingley
Folksworth and Washingley – civil parish w Anglii, w Cambridgeshire, w dystrykcie Huntingdonshire. W 2011 civil parish liczyła 881 mieszkańców.